# Ippolito Pindemonte

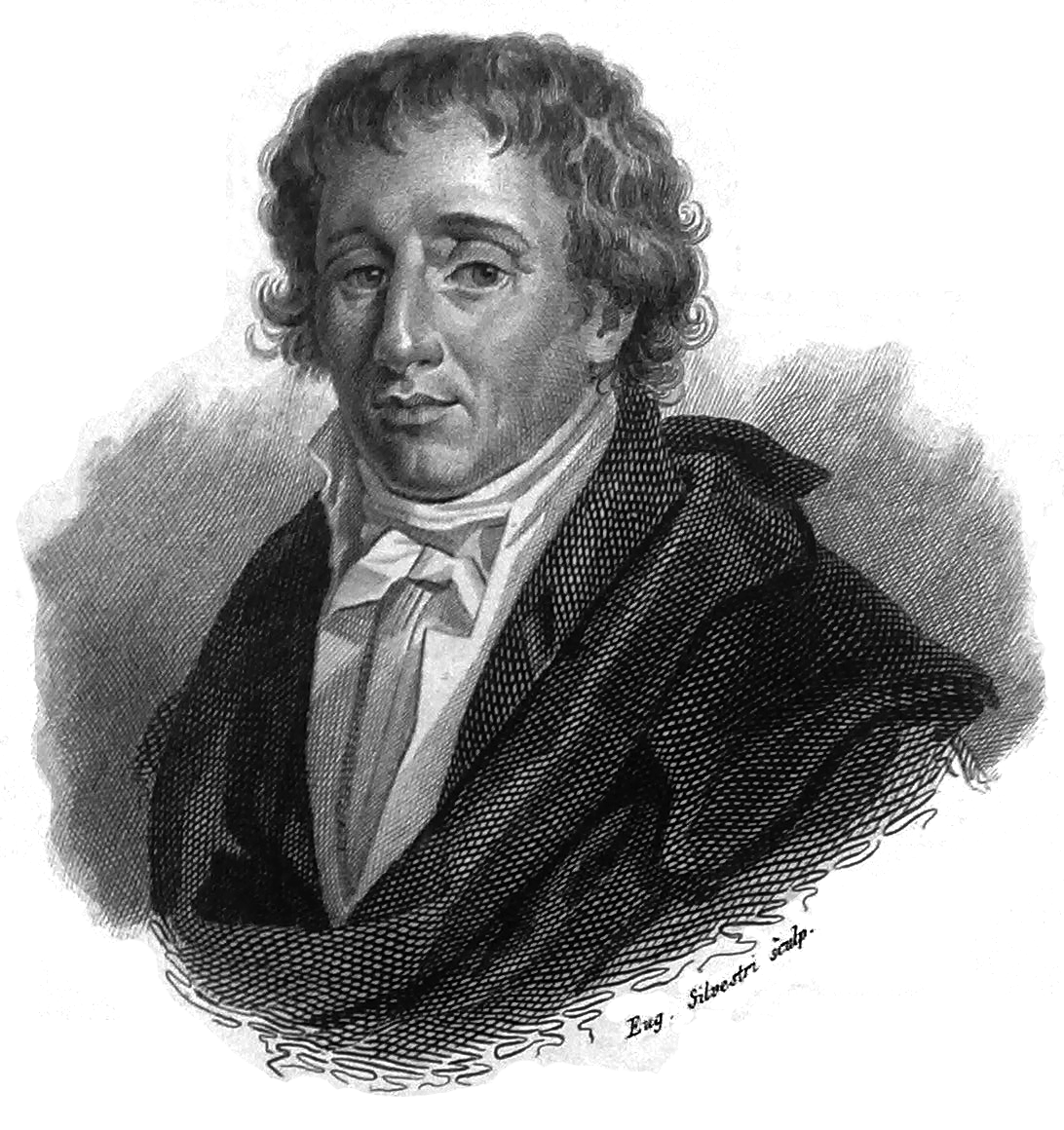
Ippolito Pindemonte

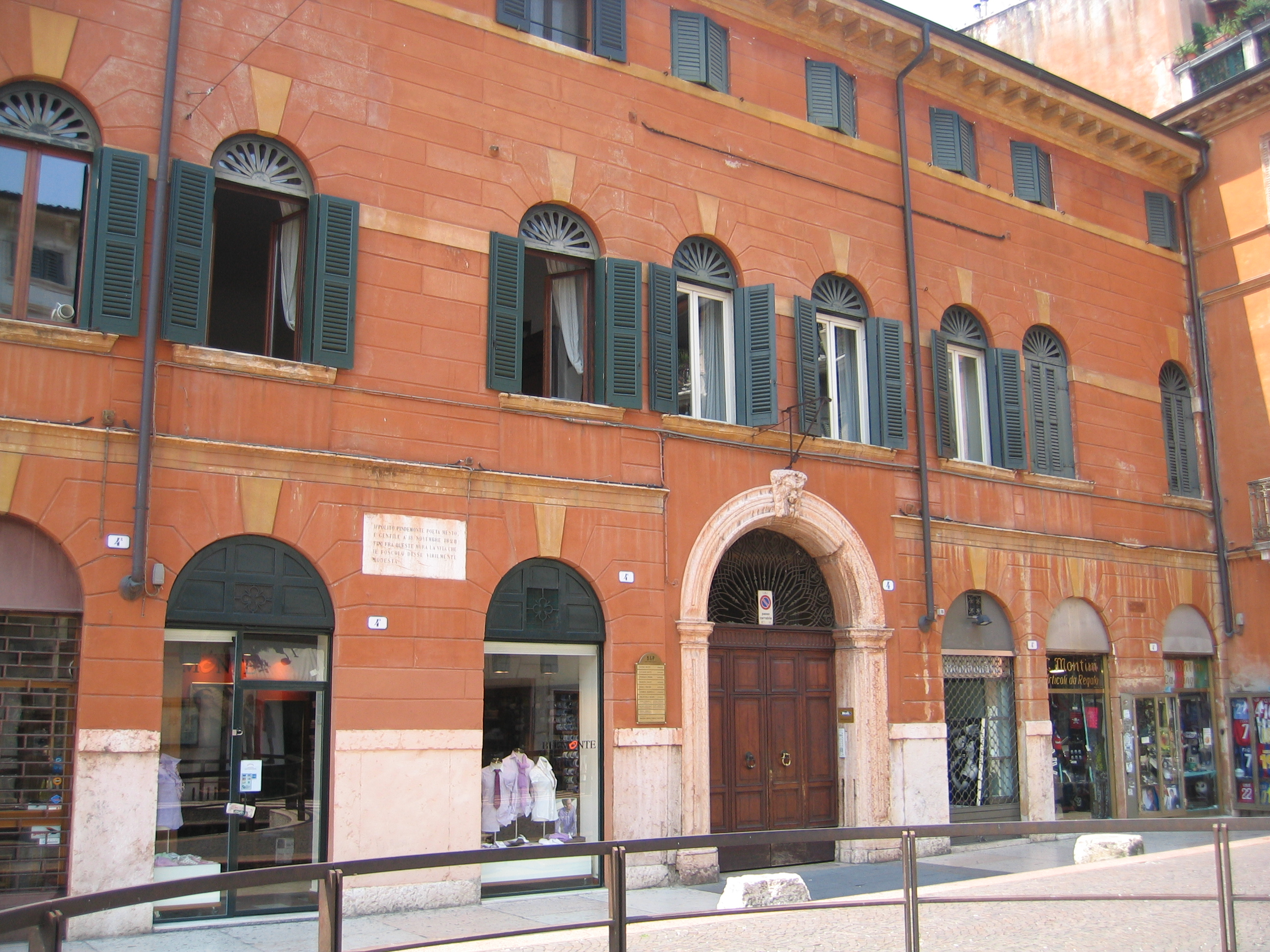
Palazzo Pindemonte in Verona, Italië

Ippolito Pindemonte (Verona, 13 november 1753 – aldaar, 18 november 1828) was een Italiaans dichter, schrijver en vertaler. Hij leefde in de republiek Venetië (tot 1797) en nadien onder Frans bewind in het koninkrijk Italië en het Oostenrijkse koninkrijk Lombardije-Venetië. Onder al deze regimes slaagde hij erin literaire avonden te organiseren in de salons van Verona.

## Levensloop
Pindemonte groeide op in een welstellende adellijke familie in Verona, die verbleef in het Palazzo Pindemonte. Hij liep school in Modena in het Collegio dei Nobili, later Collegio San Carlo genoemd. Terug in Verona organiseerde de jongeman literaire avonden. Hij las er zijn eerste gedichten voor. Vanaf 1784 zette hij zijn literair leven voort in zijn villa in Avesa, ten noorden van Verona. Pindemonte behoorde tot de literaire kring van gravin Elisabetta Contarini Mosconi (1752-1807) die samenkwam in haar villa, de Villa Mosconi in Negrar.
Van 1788 tot 1791 deed hij een "tour" door het Rooms-Duitse Rijk, Frankrijk en Engeland. De romans die hij op zijn tour schreef waren een mengeling van autobiografie en satire. Zelf was Pindemonte liberaal van overtuiging doch hij was geen politiek activist. Bij de bestorming van de Bastille (1789) bevond Pindemonte zich in de buurt van Parijs. Nadien liet Pindemonte zich sceptisch over het revolutionair bewind in Parijs. 
Toen Verona en bij uitbreiding Veneto door de Fransen bestuurd werd staken Franse soldaten in het krijgsgewoel zijn villa in Avesa in brand. Pindemonte trok naar Verona.
Onder het Oostenrijks bewind schreef hij niet alleen gedichten maar beschreef in zijn novellen lyrisch het platteland en het leven in de stad Venetië. Zijn stijl wordt omschreven als milde mystiek en een omfloerste melancholie, die in zijn tijd een populariteit kende. Pindemonte verbleef lange tijd in Venetië in deze periode. Zijn vertaling van de Odyssee van het Oudgrieks naar het Italiaans geraakte klaar. 

## Werken
- Le stanze (1779)
- A Venere (1791), een vertaling van een gedicht van Sappho van het Oudgrieks naar het Italiaans
- Gibilterra salvata (1782)
- La fata morgana (1784)
- La Francia (1789), een lovend gedicht over Frankrijk
- Abaritte (1790), een roman over zijn reis door Europa
- Elogio di Giuseppe Torelli (1795)
- I cimiteri (1805)
- A Iacopo Vittorelli (1806)
- I sepolcri (1807)
- Perseo vincesti: e, piu che nel reciso (1809), een sonnet
- Chi vide il sen nascente, e il giovinetto (1809), een sonnet
- Prose e poesie campestri con l’aggiunta d’una dissertazione su i giardini inglesi e sul merito in cio dell’Italia (1817)
- Prose campestri (1817)
- Poesie campestris (1817)
- Dissertazione su i giardini inglesi (1817)
- Odissea (1822), een vertaling van Homerus’ epos Odyssee van het Oudgrieks naar het Italiaans
- L’incendio di Troja (1834).